# Adele Sandrock

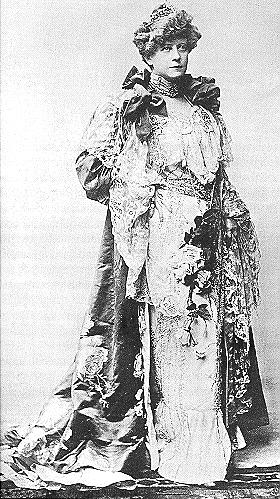
Adele Sandrock

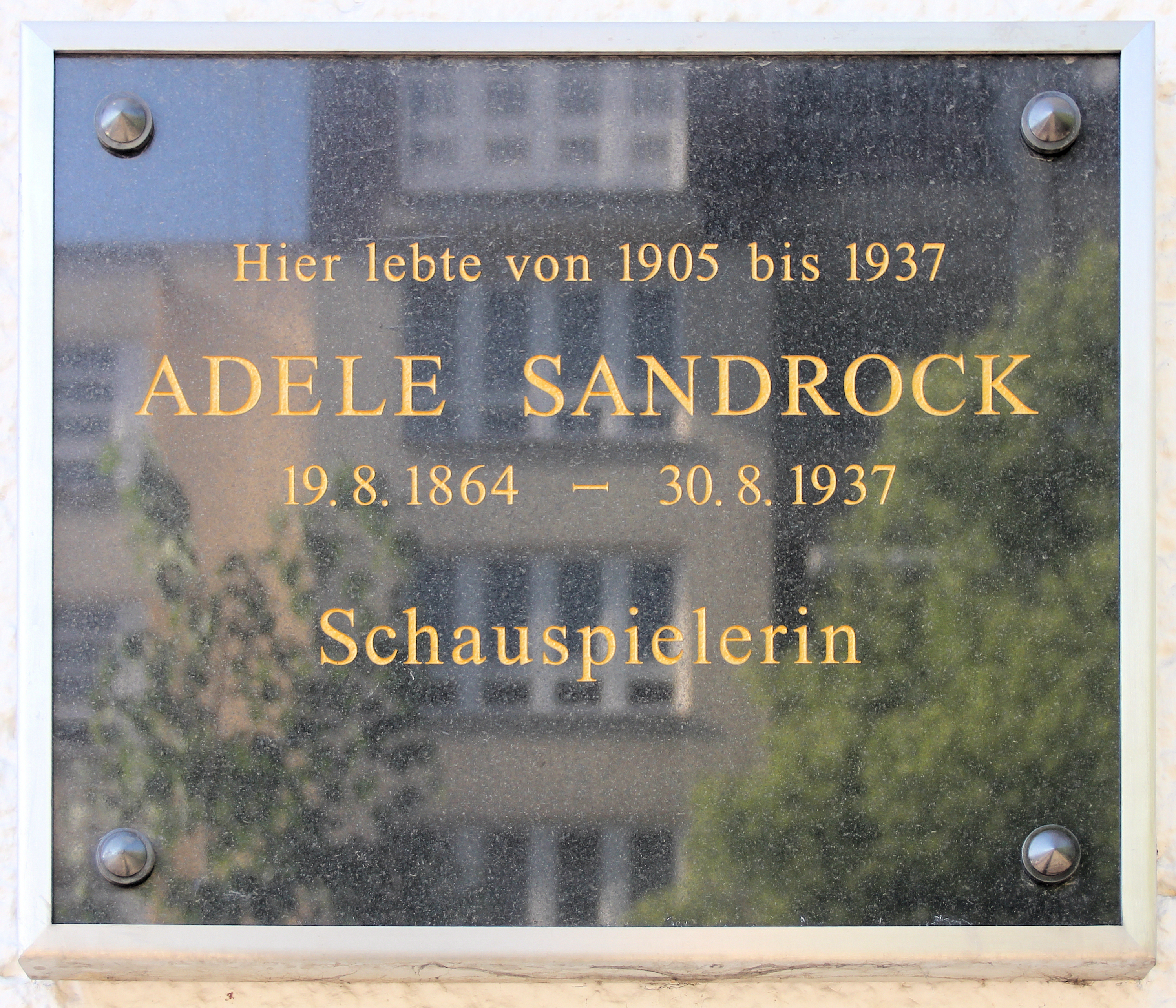
Minnestavla på Leibnizstraße 60 i Berlin-Charlottenburg

Adele Sandrock, född 19 augusti 1863 i  Rotterdam, död 30 augusti 1937 i Berlin, var en tysk skådespelare.

## Början
Adele Sandrock föddes i Rotterdam, yngsta dotter till den tyske köpmannen Eduard Othello Sandrock och den nederländska skådespelerskan Nans ten Hagen. Hon växte upp i Rotterdam och Berlin tillsammans med sina sju syskon. 
I likhet med sin mor älskade Adele teatern. År 1878 debuterade hon på teatern Urania i en förstad till Berlin i rollen som Selma i lustspelet Mutter und Sohn av Charlotte Birch-Pfeiffer. På en teater i Berlin lärde hon känna skådespelargruppen Meininger och fascinerades av deras spelstil. Med lånade pengar reste hon till Meiningen och provspelade där för rollen som Luise i Schillers Kabale und Liebe. Hennes talang imponerade, och hon fick ett treårskontrakt.

## Wien och Berlin
Sitt genombrott fick Adele Sandrock 1889 i huvudrollen som Isabella i Målet Clémenceau av Alexandre Dumas på Theater an der Wien. Hon visade tidigt sin styrka i moderna roller (Henrik Ibsen, Arthur Schnitzler).
Under åren 1889–1895 uppträdde Adele Sandrock på Volkstheater i Wien. År 1893 lärde hon känna författaren Arthur Schnitzler. De båda hade ett nära förhållande och var under två år ett kärlekspar. 
I Wien blev Adele Sandrock en stjärna på scenen och sörjde genom sitt turbulenta privatliv och sina kontraktsbrott för flera skandaler. Hon var under en kortare tid förlovad med författaren Alexander Roda Roda. Under åren 1895–1898 var hon verksam vid Hofburgtheater, där även hennes äldre syster Wilhelmine var skådespelerska. Därefter begav hon sig på en Europaturné. Från 1902 till 1905 uppträdde hon åter på Volkstheater i Wien men kunde inte längre knyta an till sina tidigare stora framgångar.  
År 1905 flyttade Adele Sandrock till Berlin, där hon spelade på Max Reinhardts Deutsches Theater fram till 1910. Hennes karriär dalade vid denna tid.

## Filmstjärna
Med början 1911 fick Adele Sandrock roller i stumfilmer. År 1920 vann hon på nytt större framgångar på scen. Hon medverkade främst i komedier, exempelvis av Oscar Wilde. Hon spelade framför allt med stort patos den komiska äldre kvinnan och präglade typen för den barska svärmodern eller tyranniska gamla damen.
Ljudfilmen gjorde från 1930 att hon till fullo kunde leva ut sin komiska talang. Hon har blivit mer känd för eftervärlden på detta sätt än för sina teaterroller. Hennes markanta ihåliga röst gav henne smeknamnet “generalen”.

## Död och eftermäle
Adele Sandrock gifte sig aldrig och levde ända till slutet tillsammans med sin syster Wilhelmine i en våning i Berlin.  Där dog hon den 30 augusti 1937 i sviterna efter en olycka som hade inträffat året dessförinnan. 
I tysktalande länder är Adele Sandrock fortfarande ett begrepp bland film- och teaterintresserade.

## Filmografi i urval
- 1922 – Dr. Mabuse, der Spieler
- 1927 – Deutsche Frauen – Deutsche Treue
- 1929 – En farlig gäst (Die Drei um Edith)
- 1930 – Vals i sovkupén (Ein Walzer im Schlafcoupé)
- 1930 – Skandal um Eva
- 1931 – Hennes majestät kärleken
- 1931 – Wien dansar och ler (Der Kongress tanzt)
- 1932 – Bröllopsnatten
- 1932 – Kärlekspensionatet
- 1932 – Hoppla, här kommer jag!
- 1932 – Jag vill ej veta vem du är!
- 1934 – Hennes engelska giftermål